# 波罗格圣基拉伊
波罗格圣基拉伊（匈牙利語：Porrogszentkirály）是匈牙利绍莫吉州所辖的一个村。总面积13.65平方公里，总人口322，人口密度23.6人/平方公里（2011年1月1日）。